# Plaque d'immatriculation ukrainienne

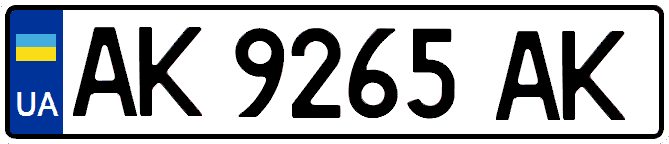
Exemple de plaque d'immatriculation ukrainienne 2015

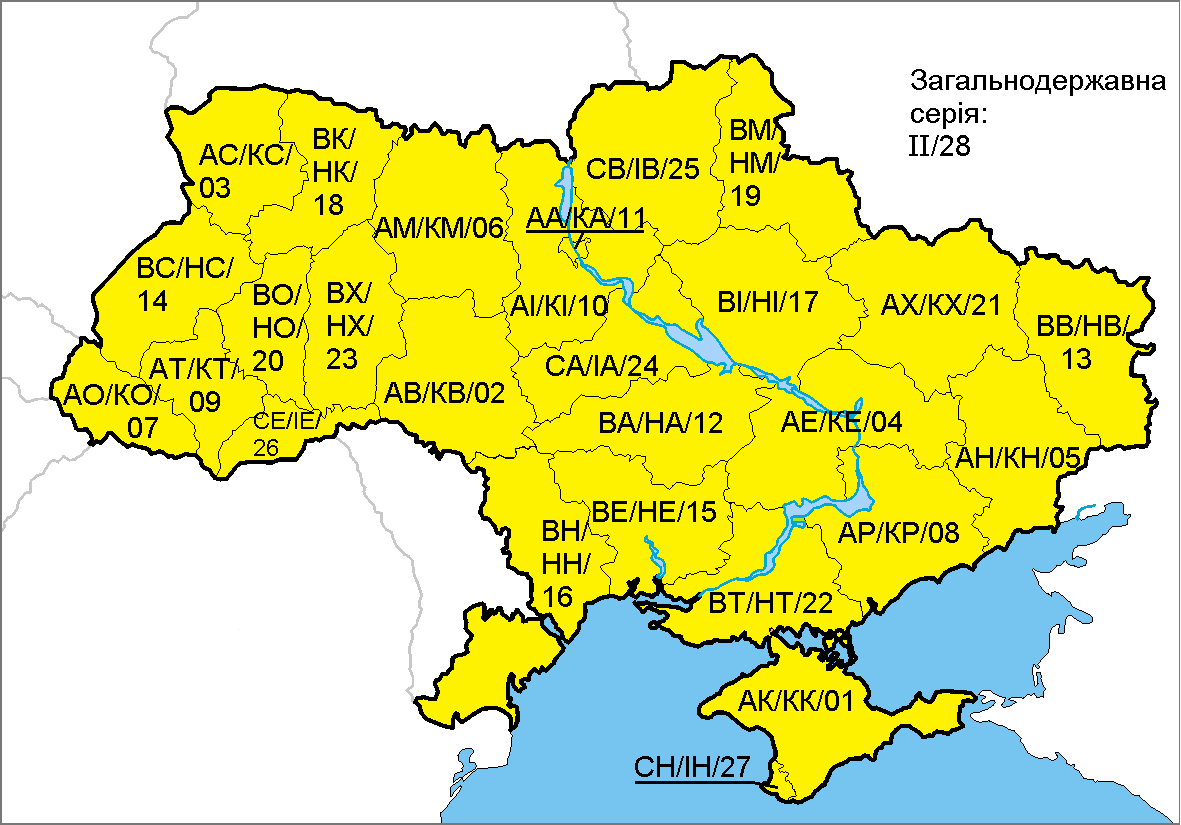
Codification des plaques d'immatriculation ukrainiennes.

Les plaques d'immatriculation ukrainiennes actuelles sont mises en circulation depuis avril 2004.

## Contenu et signification
Les plaques d'immatriculation ukrainiennes sont composées de 2 lettres, 4 chiffres et 2 lettres. Les deux premières lettres indiquent le lieu d'immatriculation du véhicule et les deux dernières sont un suffixe administratif. Seules sont utilisées les lettres communes aux alphabets latins et cyrilliques à savoir les lettres A, B, C, E, H, I, K, M, O, P, T et X. Les plaques sont composées de lettres noires sur fond blanc excepté les bus qui ont des lettres noires sur fond jaune. Les plaques commençant par les lettres II indiquent des véhicules de l'État dont le lieu d'immatriculation n'est pas spécifié.
Sur les plaques plus récentes, le visuel de la plaque est très ressemblant à celui des plaques européennes. La plaque possède une bande avec un fond bleu foncé, avec le code pays UA. Le drapeau ukrainien remplace les étoiles européennes au-dessus. Cette section remplace ce qu’on appelle l’euro bande sur une plaque française.
| Plaque | Oblast                        | Ville           |
| ------ | ----------------------------- | --------------- |
| KE, AE | Oblast de Dnipropetrovsk      | Dnipro          |
| KH, AH | Oblast de Donetsk             | Donetsk         |
| KT, AT | Oblast d'Ivano-Frankivsk      | Ivano-Frankivsk |
| KM, AM | Oblast de Jytomyr             | Jytomyr         |
| KX, AX | Oblast de Kharkiv             | Kharkiv         |
| HT, BT | Oblast de Kherson             | Kherson         |
| HX, BX | Oblast de Khmelnytskyï        | Khmelnytskyy    |
| KA, AA | Kiev                          | Kiev            |
| KI, AI | Oblast de Kiev                | Kiev            |
| HA, BA | Oblast de Kirovohrad          | Kropyvnytskyi   |
| HB, BB | Oblast de Louhansk            | Louhansk        |
| KC, AC | Oblast de Volhynie            | Loutsk          |
| HC, BC | Oblast de Lviv                | Lviv            |
| HE, BE | Oblast de Mykolaïv            | Mykolayiv       |
| HH, BH | Oblast d'Odessa               | Odessa          |
| KO, AO | Oblast de Transcarpatie       | Oujhorod        |
| HI, BI | Oblast de Poltava             | Poltava         |
| HK, BK | Oblast de Rivne               | Rivne           |
| IH, CH | Sébastopol                    | Sébastopol      |
| KK, AK | République autonome de Crimée | Simferopol      |
| HM, BM | Oblast de Soumy               | Soumy           |
| IA, CA | Oblast de Tcherkassy          | Tcherkassy      |
| IB, CB | Oblast de Tchernihiv          | Tchernihiv      |
| IE, CE | Oblast de Tchernivtsi         | Tchernivtsi     |
| HO, BO | Oblast de Ternopil            | Ternopil        |
| KB, AB | Oblast de Vinnytsia           | Vinnytsya       |
| KP, AP | Oblast de Zaporijjia          | Zaporijia       |